# Indianermuseum Derenburg

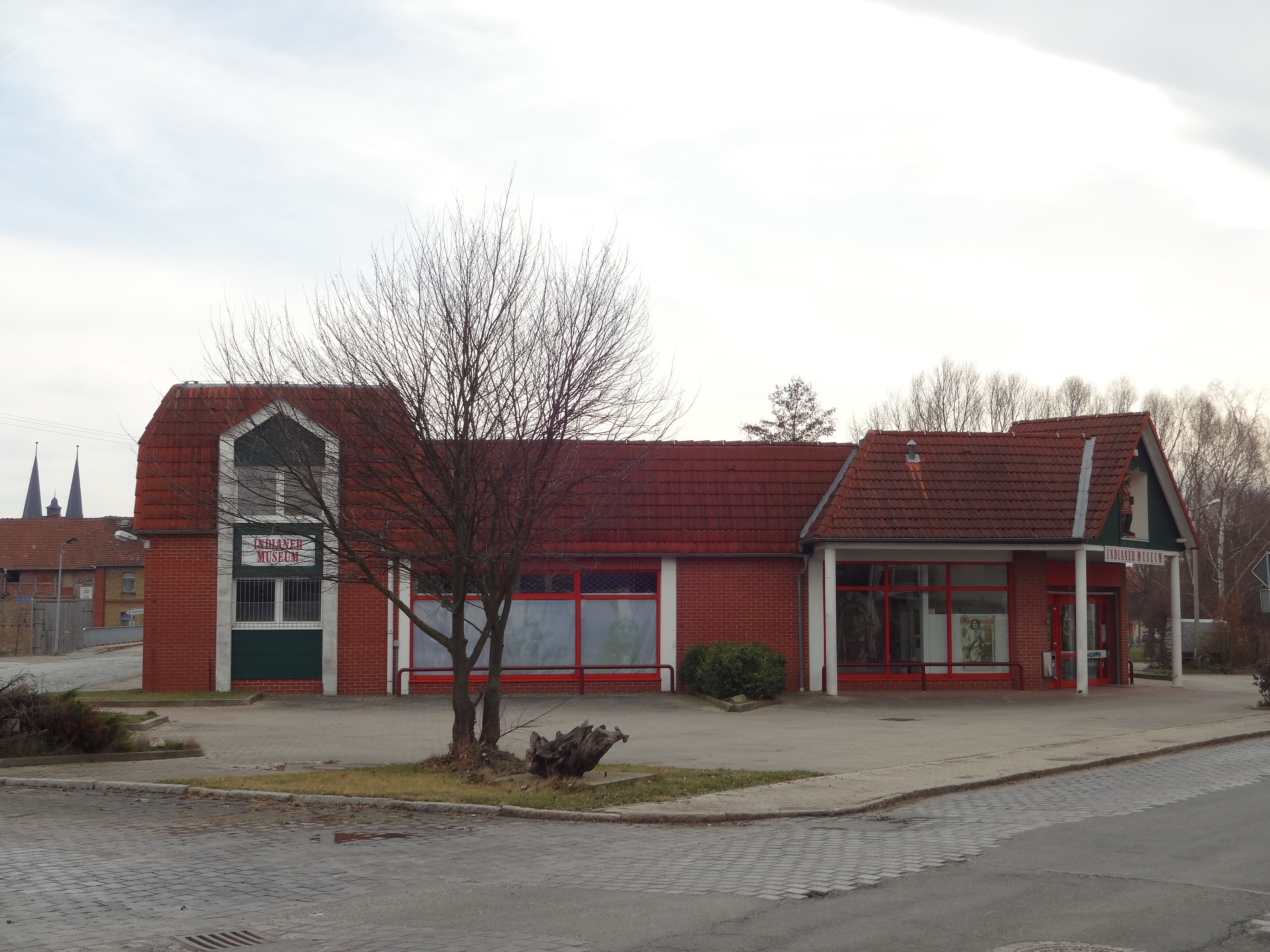
Indianermuseum Derenburg

Das Indianermuseum Derenburg (bis 2014 Indianermuseum Bretten) war ein öffentliches völkerkundliches Privatmuseum mit Exponaten aus Süd-, Mittel- und Nordamerika in Derenburg in Sachsen-Anhalt. Es befand sich von 1992 bis 1993 in Bad Wimpfen, von 1993 bis 2003 in Neckarmühlbach und anschließend bis Oktober 2014 im Stadtteil Diedelsheim von Bretten (Baden-Württemberg). Nach 22 Museumsjahren in angemieteten Räumen wurde in der Stadt Derenburg, einem Ortsteil von Blankenburg (Harz), ein 1000 m² großes Gebäude erworben. Das Museum wurde dort im September 2015 eröffnet und schloss Ende 2017. Teile der Ausstellung werden seit 2022 im Napoleon-Museum Bad Harzburg gezeigt.

## Beschreibung
Die Sammlung umfasst nahezu 4000 Ethnografika, archäologische Objekte und Exponate der indigenen und nicht-indigenen Amerikaner. Hinzu kommen Tausende ethnografische Fotodokumente, Schrift- und Tondokumente. Davon werden in der Dauerausstellung etwa 1000 Realien und in den wechselnden Sonderausstellungen weitere 100 bis 400 gezeigt und zwar aller indigenen Kulturen von Feuerland bis zu den Eskimos von vor 10.000 Jahren bis heute und zugleich der „Neuen Amerikaner“ wie Aussiedler, Indianermissionare, Trapper, Soldaten, Goldgräber, Bisonjäger. 
Um Besucher zu einer Erlebnistour zu leiten, wurden mehrere lebensgroße Dioramen mit über 80 zumeist selbst gestalteten realistischen Figuren und Tierpräparaten vom Opossum bis zum Bison geschaffen. Im Gegensatz zu den traditionellen Völkerkundemuseen wurden die überwiegend originalen Stücke mit einigen Museumsreproduktionen ergänzt, um etwa bestimmte Volkstrachten als Komplettfigur oder eine vollständige Werkstatt eines Navajo-Silberschmieds von 1920 zu zeigen. So gibt es auch ein begehbares, voll eingerichtetes Blockhaus eines Fallenstellers um 1840 oder ein Tipizelt in einer Winterlandschaft. An drei Stationen können viele authentische Gegenstände vom Hornlöffel bis zum Büffelkot (Brennmaterial) angefasst und untersucht werden. 
Die älteste Dauerausstellung außerhalb der USA zum Thema „Code Talker/Windtalker“ ist den indianischen Militärfunkern von 1919 bis 1961 gewidmet. Auch akustisch können Besucher die uns unverständlichen Navajo-Funksprüche der US-Marines von 1944 wahrnehmen.
Herausragende Exponate: Feuerameisen-Ritualhandschuh, Blasrohre und andere Waffen vom Amazonas, präkolumbische Grabbeilagen der Chimu und Inka aus Peru. Handbemalte Delfter „Manhattan Trade Beads“, Cherokee-Kriegerhemd von 1840, mehrere Tanzmasken von der Nordwestküste, Weste eines Dakota-Medizinmanns. Gürtelschließe von Custers 7th Cavalry, Uniformen und Waffen des US-Bürgerkriegs und der Indianerkriege. Kompletter Chuck Wagon (Trosswagen der Cowboys), Hotchkiss-Kanone von 1872 (vom gleichen Typ wie von der US Cavalry bei der Schlacht von Wounded Knee 1890 verwendet).
Vier originale Indianerboote: Birkenrindenkanu der Chippewa, Holzkanu der Yakima, historischer Dug-Out-Einbaum von den Seminolen oder Cherokee, Tortora-Schilfboot der Inka vom Titicacasee und weitere von Indianern hergestellte Bootsmodelle.

## Geschichte
Seit der ersten USA-Reise 1963 werden von Thomas Merbt einerseits intensiv Gegenstände der amerikanischen Geschichte, Archivalien und Nicht-Greifbares – wie alte Handwerkstechniken oder Vater-unser-Gebete in verschiedenen Indianersprachen – gesammelt und bewahrt. Das Interesse an den verschiedenen indigenen Kulturen und dem „Zusammenprall seit 1492“ wurde durch den aus Dresden stammenden Großvater Paul Lindner und durch gemeinsame Besuche bei Patty Frank im Radebeuler Karl-May-Museum und im Leipziger Grassi-Museum in den 1950er Jahren geweckt.
Ein Großteil der Exponate wurde in den 1970er Jahren bei US-Soldaten in Süddeutschland durch Tausch gegen alte deutsche Sammelobjekte erworben, es gab und gibt auch Schenkungen von Indianermissionaren oder Dauerleihgaben des Amazonas-Forscher Steffen Zimmermann. Indianische Kunstartikel dieser Tage werden auch mit amerikanischen Stammesmuseen eingetauscht gegen realistische Indianerfigurinen aus der Merbt’schen Werkstatt. Am 5. Juni 1992 wurde die private Sammlung in Bad Wimpfen/Neckar als „Museum Old America“ öffentliches Museum, 1997 wurde Merbt Ehrenmitglied der Creek-Indianer aus Florida und nach Umzug und Erweiterung wird es seit dem 24. August 2003 als Indianermuseum Bretten weitergeführt. 2010 wurde im Museum der mehrsprachige Lehrmittelfilm „Indianer – Kulturenvielfalt in Nordamerika“ gedreht (Drehbuch und Regie Thomas Merbt, Produzent MedienLB, Gauting).
Neben der regelmäßigen jährlichen Museumsfeste – ähnlich den „Pow Wows“ – mit indianischen Tänzern aus Kanada, USA und Mexiko war einer der Höhepunkte des Brettener Museums im Februar 2013 der Besuch des Indianerführers und Mitbegründers der A.I.M. (American Indian Movement) Dennis Banks gemeinsam mit dem Urenkel von Geronimo, Henry V. Reyna.
Seit 2018 ist das Museum geschlossen. Teile der Ausstellung werden seit 2022 im Napoleon-Museum Bad Harzburg gezeigt.